# Adelaida (Australia)

Adelaide Australia Street Map SVG

Adelaida (del inglés: Adelaide) es la capital y la ciudad más poblada del estado de Australia Meridional, y la quinta más poblada de Australia, con una población de 1.3 millones de habitantes según cálculos hechos por las autoridades. Es una ciudad costera situada en la parte sur del océano Índico, en los Altos de Adelaida, al norte de la península de Fleurieu, entre el golfo de San Vicente y las Montañas Lofty Ranges. Tiene un plano bastante lineal.
Tomó su nombre de la reina Adelaida, consorte del rey Guillermo IV del Reino Unido, y fue fundada en el 1836. El coronel William Light, uno de los «padres» de su formación, diseñó la ciudad y eligió su localización estratégica, cerca del río Torrens. Light diseñó Adelaida con grandes espacios, extensas plazas y parques, edificios hermosos, etc. Pronto, Adelaida se convirtió en la «ciudad de las libertades», con libertad de elegir religión, progresismo político y libertades civiles, que lideró las grandes reformas mundiales. Hoy en día, Adelaida es conocida como la ciudad de la cultura en Australia, con muchos festivales, teatros, así como su vino, arte y deportes.
Es el centro comercial y gubernamental de Australia Meridional, siendo sede de varias instituciones financieras y gubernamentales. La mayoría de ellas están concentradas en el centro de la ciudad, a lo largo del bulevar North Terrace, King William Street y en otros distritos del área metropolitana.

## Historia
Antes del asentamiento británico, la zona de Adelaida estaba habitada por la tribu aborigen Kaurna (pronunciado «Garner» o «Gowna»). Esta tribu se establecía desde el cabo Jervis en el sur del país hasta el puerto Wakefield en el norte. Entre sus costumbres estaba el controlar los incendios forestales en las colinas de Adelaida, Adelaide Hills. En 1852, el total de la población de la tribu Kaurna era de 650 en la región de Adelaida, disminuyendo de manera constante. Durante los meses de invierno, se trasladaban a Adelaide Hills para tener una mejor vivienda y madera.
Australia Meridional fue oficialmente considerada como una nueva provincia británica el 28 de diciembre de 1836, cerca del Antiguo Árbol de goma en lo que hoy es el barrio de Glenelg del Norte. Este día se conmemora como Día de Proclamación en Australia Meridional. El lugar donde iba a estar la capital de la colonia la estableció el coronel William Light, el primer superintendente General de Australia Meridional, a través del diseño realizado por el arquitecto George Strickland Kingston. En 1823, William Light escribió con cariño sobre la siciliana ciudad de Catania: «Las dos principales calles se cruzan entre sí en ángulo recto en la plaza en dirección de norte a sur y de este a oeste. Son amplias y espaciosas con cerca de una milla de largo», y esto se convirtió en la base para el plan urbanístico de Adelaida. William Light eligió, no sin oposición, un lugar cerca del río Torrens. «La Visión de Light», tal como fue denominada, ha significado que el diseño inicial de Adelaida ha requerido pocas modificaciones a lo largo de los años, mientras crecía y prosperaba. Por lo general, en una ciudad de más edad habría sido necesario añadir parques y dar cabida a las carreteras más grandes, mientras que Adelaida estaban hechos desde el principio.
Adelaida se estableció como el centro de la colonia para un proyecto para la libertad de los inmigrantes, prometiendo libertades civiles, libertad religiosa, sobre la base de las ideas de Edward Gibbon Wakefield. Wakefield se dio cuenta de que la zona oriental de las colonias, sufría de una falta de mano de obra disponible.

## Geografía

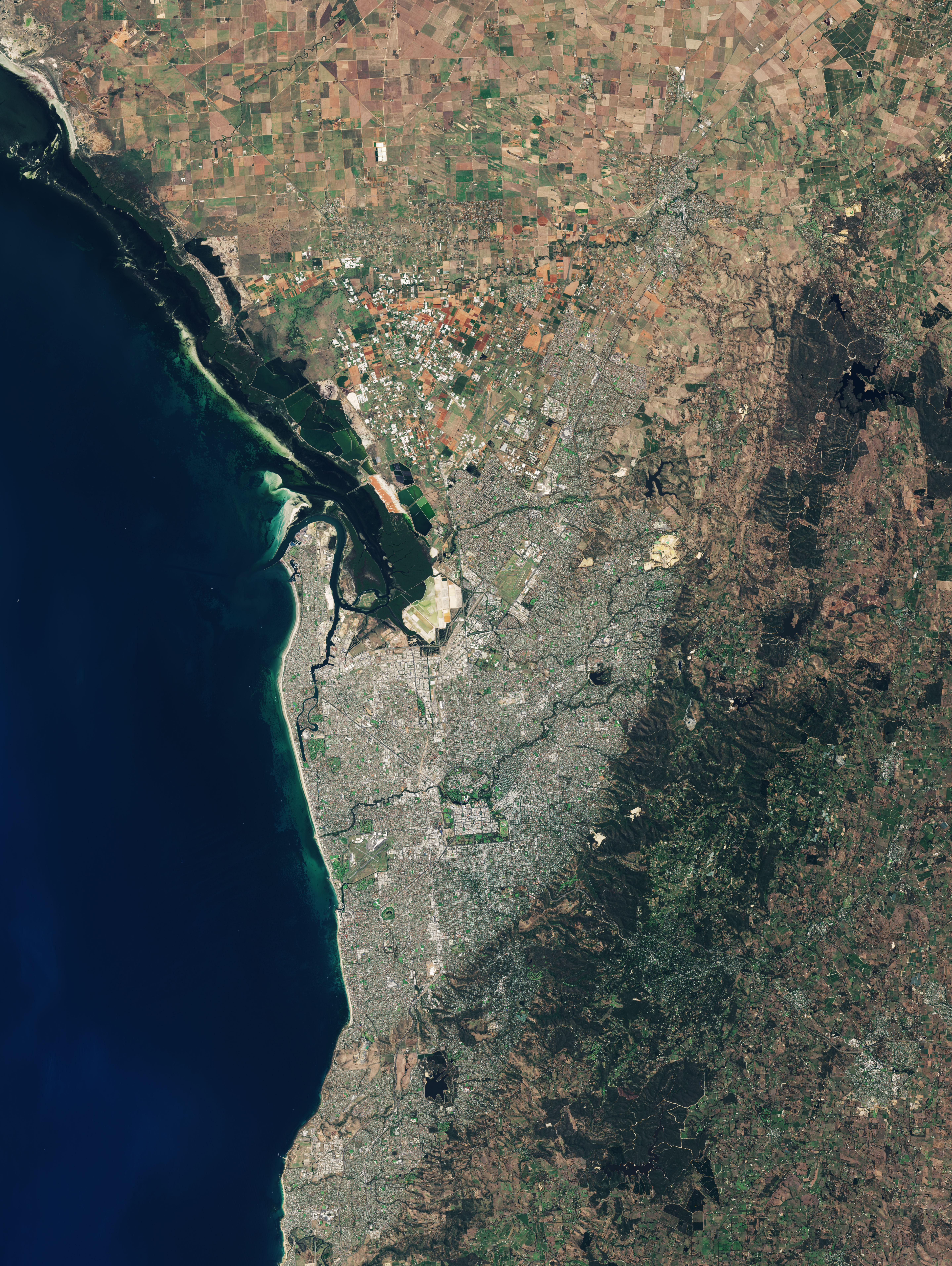
Vista satelital de Adelaida por el Sentinel-2 de la ESA.

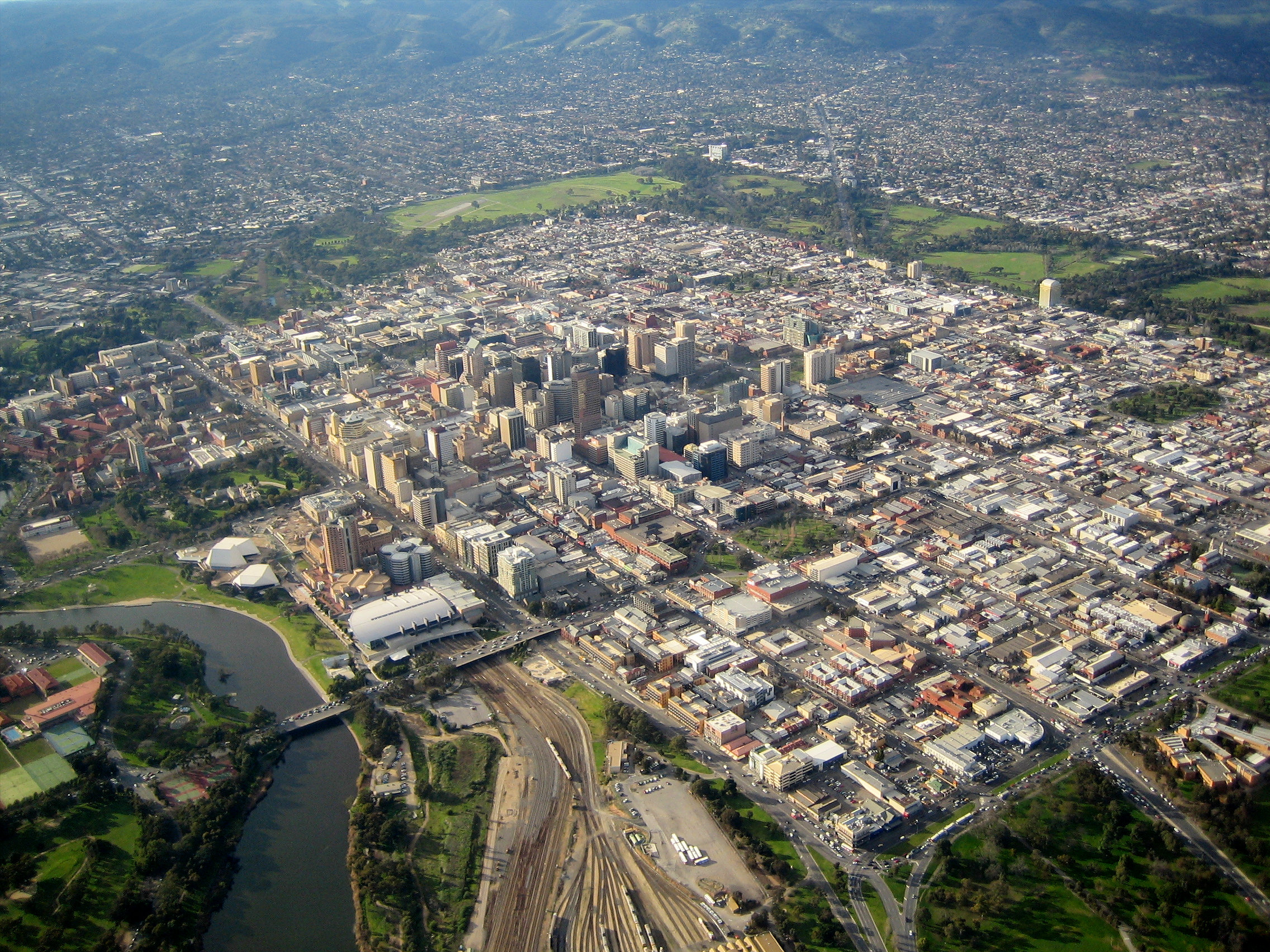
Vista aérea de Adelaida.

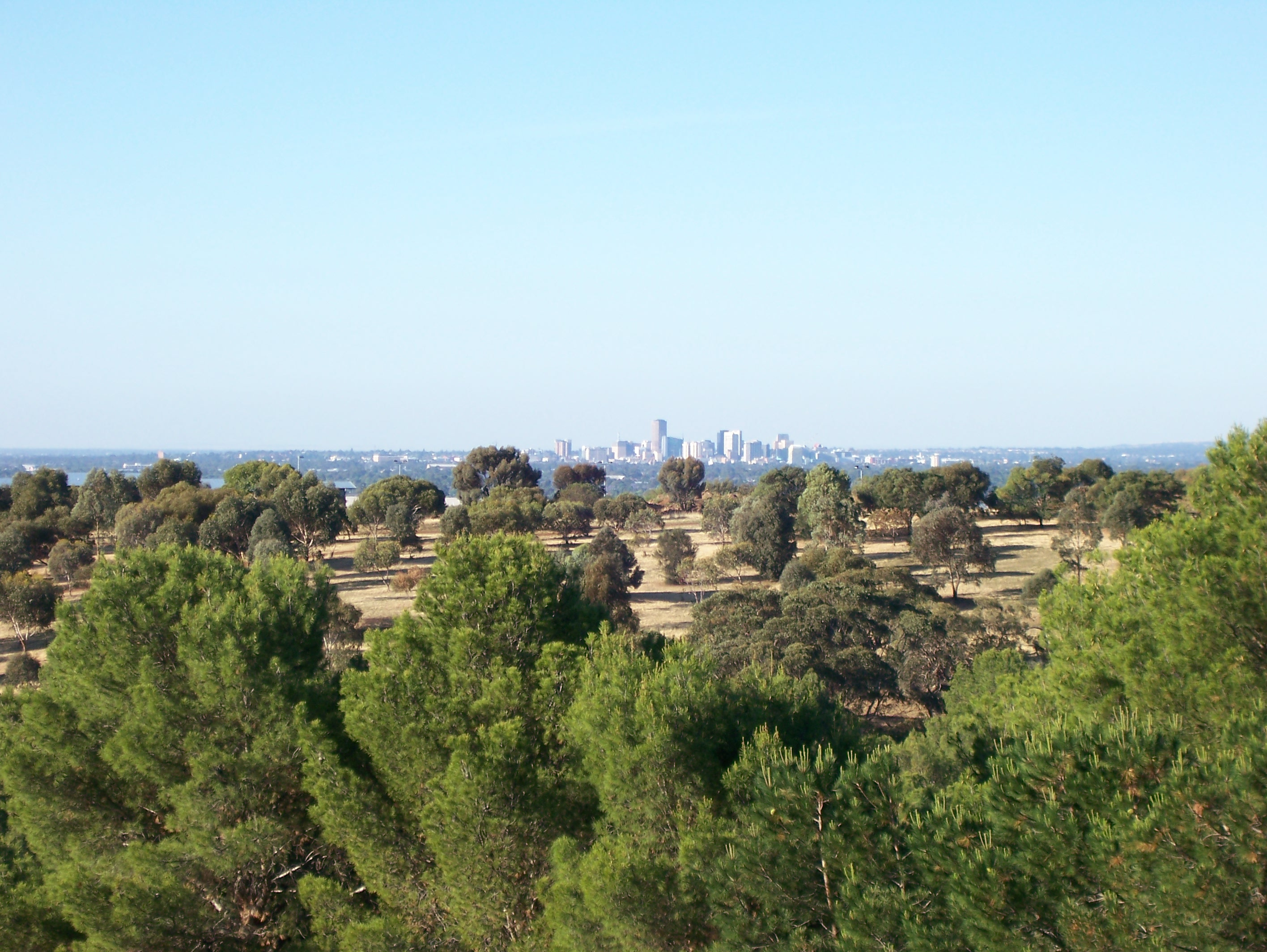
Adelaida vista desde la Universidad Flinders.

Adelaida está situada en el norte de la península de Fleurieu, en la llanura de Adelaida entre el golfo de San Vicente y la cordillera Mount Lofty. La ciudad se extiende 20 km desde la costa hasta los piedemontes, y 90 km desde Gawler, en su parte norte, hasta Sellicks Beach al sur. De acuerdo con la Oficina de Estadística de Australia, la región metropolitana de Adelaida tiene un área total de 870 km² y tiene una elevación de 50 metros sobre el nivel del mar. El Mount Lofty es una colina situada al este de la región del área metropolitana de Adelaida, en la llanura que dan nombre a la ciudad, y que tiene una elevación de 727 metros. Este es el punto más alto de la ciudad y de la región sureña de Burra.
Gran parte de Adelaida era inhóspita antes del asentamiento británico, con algunas variaciones como pantanos y zonas pantanosas que predominaban alrededor de la costa. Sin embargo, la mayor parte de la vegetación original ha sido limpiada con lo que es abandonado en las reservas del Parque Conservacionista Cleland y el parque nacional Belair. Varios ríos y arroyos fluyen por la región de Adelaida. Los más caudalosos son las captaciones del Torrens y del parque nacional Río Onkaparinga. Adelaida se abastece de sus numerosos embalses para el abastecimiento de agua, con el Mount Bold Reservoir y Happy Valley Reservoir, que juntos suministran alrededor del 50 % de las necesidades de Adelaida.

### Trazado urbano
Adelaida es una ciudad planificada, diseñada por el primer inspector general de Australia del Sur, el coronel William Light. Su plan, ahora conocido como Visión de Light, organizó Adelaida en una cuadrícula, con cinco plazas en el centro de la ciudad y un anillo de parques que lo rodean conocido como el Adelaide Parklands. 

Área metropolitana de Adelaida.

El diseño de William Light fue inicialmente impopular para los primeros colonos, así como para el primer gobernador de Australia del Sur, John Hindmarsh. William Light persistió con su diseño inicial en contra de esta oposición. Los beneficios del diseño de William Light son numerosos; Adelaida ha tenido un amplio multi-carril de carreteras desde su comienzo, un diseño de la cuadrícula fácilmente navegable y un hermoso anillo verde alrededor del centro de la ciudad. Hay dos conjuntos de carreteras de circunvalación en Adelaida, el anillo interior de la ruta fronteras parques y la vía exterior ignora completamente el centro de la ciudad a través de —en orden de las agujas del reloj— Grand Junction Road, Hampstead Road, Ascot Avenue, Portrush Road, Cross Road y South Road.
La expansión urbana ha superado en cierta medida el plan original de William Light. Numerosas ciudades satélites fueron construidos en la última mitad del siglo XX, en particular, Salisbury y Elizabeth en la periferia norte de la ciudad, que ahora se han envuelto por su expansión urbana. Los nuevos acontecimientos en la región de Adelaida Hills facilitado la construcción de la Autopista Sur Oriental para hacer frente a crecimiento. Del mismo modo, el auge de desarrollo en Adelaida del Sur hizo la construcción de la Autopista del Sur en una necesidad. Nuevas carreteras no son la única infraestructura de transporte desarrollada para hacer frente al crecimiento urbano, sin embargo. El O-Bahn Busway es un ejemplo de una solución única para árbol de té Quebrada de transporte de males en la década de 1980. El desarrollo de la cercana suburbio de Golden Grove en la década de 1980 es posiblemente un ejemplo de bien a cabo la planificación urbana. Las nuevas zonas urbanas en su conjunto, sin embargo, no son integradas en el trazado urbano tanto como las zonas de más edad y, por tanto, tiene mucha importancia el sistema de transporte de Adelaida, aunque no en un nivel comparable con Sídney o Melbourne.
En la década de 1960 se propuso un Plan de Estudios Metropolitanos de Transporte con el fin de atender para el futuro crecimiento de la ciudad. El plan comprendía la construcción de autopistas, rápidas y en la actualización de determinados aspectos del sistema de transporte público. El entonces premier Steele Hall aprobó muchas partes del plan y el gobierno fue en lo que respecta a la compra de tierras para el proyecto. El posterior gobierno elegido de Dunstan abandonó el plan, pero permitió que los terrenos adquiridos permanecieran vacantes, en caso de que en el futuro surgiera la necesidad de construir autopistas. Algunas partes de estos terrenos se han utilizado para el transporte (por ejemplo, el O-Bahn Busway), mientras que otras partes se han subdividido progresivamente para uso residencial.
En 2008, el Gobierno de Australia Meridional anunció planes para una red de transporte orientado a la evolución en toda la zona metropolitana de Adelaida y compró un 10 hectáreas industriales en Bowden por 52,5 millones de dólares como el primero de estos acontecimientos.

### Clima
Adelaida tiene un clima mediterráneo cálido (Csa, según la clasificación climática de Köppen), que por lo general significa que goza de un clima suave, con inviernos húmedos y veranos calurosos y secos. De todas las ciudades capitales de Australia, Adelaida es la más seca. Las precipitaciones son poco frecuentes y muy débiles durante todo el verano. El promedio en enero y febrero es de alrededor de 20 milímetros. Ya en 1893 la población local sufrió una sequía de sesenta y nueve días. Por el contrario, en invierno las precipitaciones son más comunes, siendo junio el mes más húmedo del año, con un promedio de alrededor de 80 mm.
En el verano, el promedio de temperaturas máximas es de 29 °C, pero existe una considerable variación y Adelaida puede experimentar temperaturas diurnas de 40 °C o más. En enero de 1939, la temperatura llegó a más de 47 °C en dos ocasiones, un récord para cualquier ciudad capital de Australia. Desde el 3 de marzo de 2008, ha registrado 12 días consecutivos de temperaturas superiores a 35 °C, una vez más un récord para un capital australiana. En invierno, de junio a agosto, la máxima media es mucho más suave, siendo de 15-16 °C y el mínimo suele ser alrededor de 8-7 °C. Las heladas no son habituales, con registros notables ocurridos en julio de 1908 y julio de 1982. Las nevadas en Adelaida son muy ocasionales, y suelen caer en el Mount Lofty y en algunos lugares de las colinas de Adelaida.
| Parámetros climáticos promedio de Aeropuerto de Adelaida (1981-2014) | Parámetros climáticos promedio de Aeropuerto de Adelaida (1981-2014) | Parámetros climáticos promedio de Aeropuerto de Adelaida (1981-2014) | Parámetros climáticos promedio de Aeropuerto de Adelaida (1981-2014) | Parámetros climáticos promedio de Aeropuerto de Adelaida (1981-2014) | Parámetros climáticos promedio de Aeropuerto de Adelaida (1981-2014) | Parámetros climáticos promedio de Aeropuerto de Adelaida (1981-2014) | Parámetros climáticos promedio de Aeropuerto de Adelaida (1981-2014) | Parámetros climáticos promedio de Aeropuerto de Adelaida (1981-2014) | Parámetros climáticos promedio de Aeropuerto de Adelaida (1981-2014) | Parámetros climáticos promedio de Aeropuerto de Adelaida (1981-2014) | Parámetros climáticos promedio de Aeropuerto de Adelaida (1981-2014) | Parámetros climáticos promedio de Aeropuerto de Adelaida (1981-2014) | Parámetros climáticos promedio de Aeropuerto de Adelaida (1981-2014) |
| Mes                                                                  | Ene.                                                                 | Feb.                                                                 | Mar.                                                                 | Abr.                                                                 | May.                                                                 | Jun.                                                                 | Jul.                                                                 | Ago.                                                                 | Sep.                                                                 | Oct.                                                                 | Nov.                                                                 | Dic.                                                                 | Anual                                                                |
| -------------------------------------------------------------------- | -------------------------------------------------------------------- | -------------------------------------------------------------------- | -------------------------------------------------------------------- | -------------------------------------------------------------------- | -------------------------------------------------------------------- | -------------------------------------------------------------------- | -------------------------------------------------------------------- | -------------------------------------------------------------------- | -------------------------------------------------------------------- | -------------------------------------------------------------------- | -------------------------------------------------------------------- | -------------------------------------------------------------------- | -------------------------------------------------------------------- |
| Temp. máx. abs. (°C)                                                 | 45.7                                                                 | 44.3                                                                 | 41.9                                                                 | 36.9                                                                 | 30.4                                                                 | 26.1                                                                 | 25.9                                                                 | 30.4                                                                 | 34.3                                                                 | 39.0                                                                 | 43.1                                                                 | 42.5                                                                 | 45.7                                                                 |
| Temp. máx. media (°C)                                                | 29.3                                                                 | 29.4                                                                 | 26.4                                                                 | 22.2                                                                 | 18.5                                                                 | 15.9                                                                 | 14.9                                                                 | 15.9                                                                 | 18.2                                                                 | 21.0                                                                 | 25.2                                                                 | 27.0                                                                 | 22.0                                                                 |
| Temp. media (°C)                                                     | 22.8                                                                 | 23.3                                                                 | 20.6                                                                 | 17.3                                                                 | 14.5                                                                 | 12.2                                                                 | 11.4                                                                 | 12.4                                                                 | 14.2                                                                 | 16.4                                                                 | 19.3                                                                 | 21.2                                                                 | 17.1                                                                 |
| Temp. mín. media (°C)                                                | 15.9                                                                 | 16.1                                                                 | 14.4                                                                 | 11.8                                                                 | 9.6                                                                  | 7.6                                                                  | 7.0                                                                  | 7.5                                                                  | 8.9                                                                  | 10.6                                                                 | 12.8                                                                 | 14.5                                                                 | 11.4                                                                 |
| Temp. mín. abs. (°C)                                                 | 7.9                                                                  | 8.1                                                                  | 4.6                                                                  | 3.1                                                                  | -0.3                                                                 | -2.6                                                                 | -1.1                                                                 | -0.2                                                                 | 1.1                                                                  | 3.1                                                                  | 4.2                                                                  | 5.9                                                                  | -2.6                                                                 |
| Lluvias (mm)                                                         | 19.0                                                                 | 13.5                                                                 | 27.2                                                                 | 39.6                                                                 | 59.9                                                                 | 79.3                                                                 | 75.9                                                                 | 69.2                                                                 | 58.7                                                                 | 42.8                                                                 | 30.2                                                                 | 28.6                                                                 | 543.9                                                                |
| Días de lluvias (≥ 1 mm)                                             | 4.4                                                                  | 3.6                                                                  | 5.8                                                                  | 8.0                                                                  | 12.1                                                                 | 14.9                                                                 | 16.3                                                                 | 16.6                                                                 | 13.4                                                                 | 10.2                                                                 | 8.2                                                                  | 7.0                                                                  | 120.5                                                                |
| Horas de sol                                                         | 325.5                                                                | 280                                                                  | 269.7                                                                | 219                                                                  | 173.6                                                                | 141                                                                  | 155                                                                  | 192.2                                                                | 213                                                                  | 260.4                                                                | 279                                                                  | 288.3                                                                | 2796.7                                                               |
| Fuente: Bureau of Meteorology                                        |                                                                      |                                                                      |                                                                      |                                                                      |                                                                      |                                                                      |                                                                      |                                                                      |                                                                      |                                                                      |                                                                      |                                                                      |                                                                      |

## Demografía

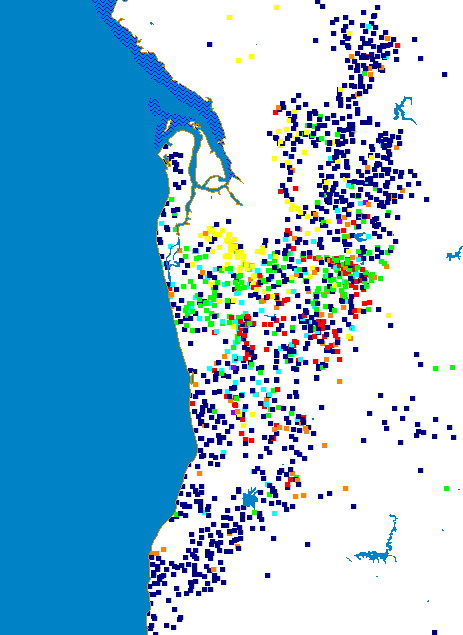
Un punto representa a 100 personas nacidas en
Reino Unido (azul oscuro),
Grecia (azul claro),
China (rojo),
Italia (verde claro),
Alemania (naranja),
Irak (morado) y
Vietnam (amarillo),
basado en el censo de 2006.

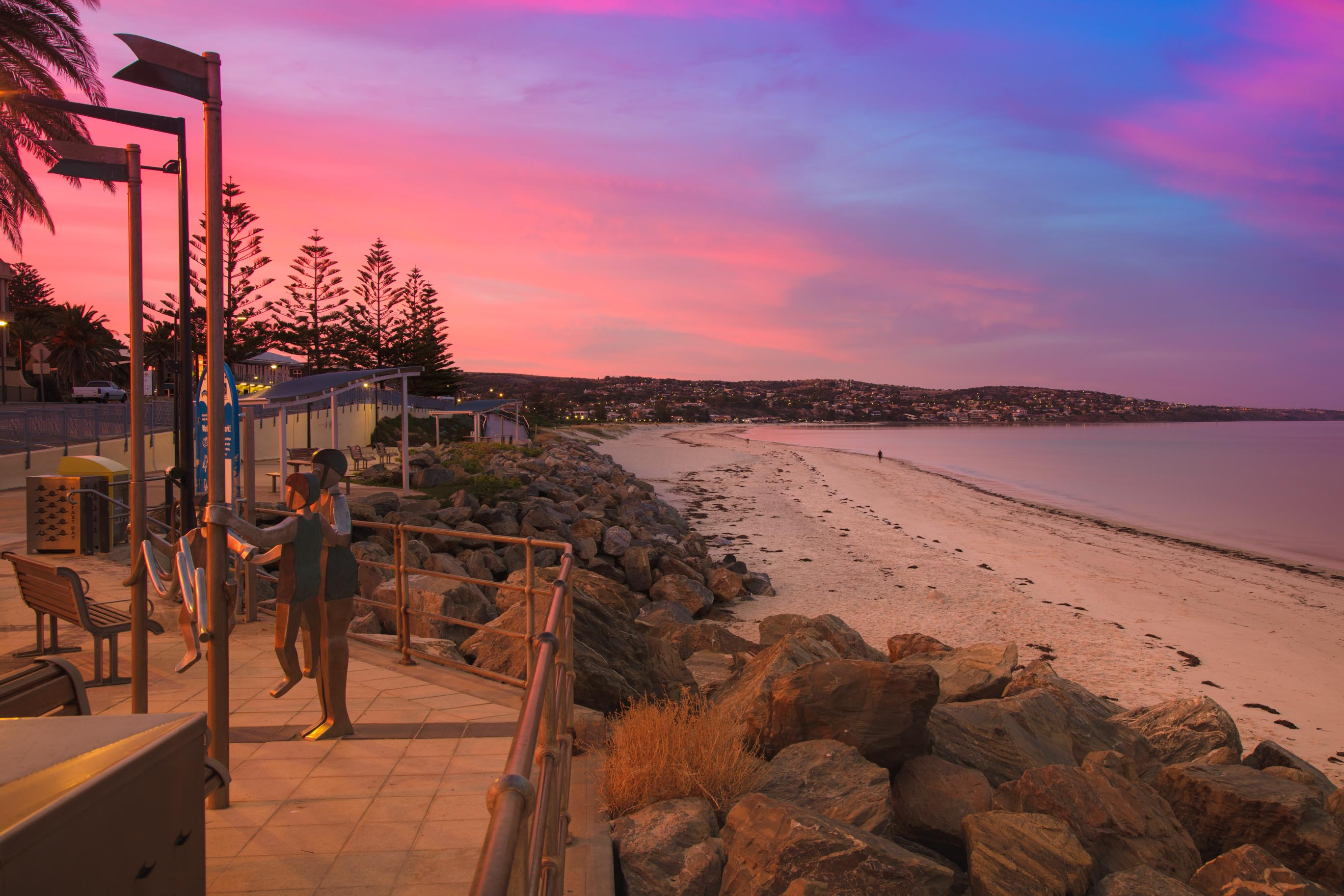
El barrio costero de Brighton.

A partir del censo de 2006, Adelaida tuvo una población metropolitana de más de 1.1 millones de habitantes, alcanzando ahora una población de 1.3 millones, por lo que es la quinta ciudad más grande de Australia. Desde 2011 hasta la actualidad ha tenido una tasa de crecimiento promedio de 2.25%. Puesto que el 75% de la población de Australia del Sur son residentes del área metropolitana de Adelaida, es uno de los estados más centralizados.
Las personas de altos ingresos se concentran en los barrios costeros (como Brighton y Glenelg), el este de los suburbios (como Wattle Park, Kensington Gardens, St Peters, y Medindie College Park) y el interior sur-oriental de los suburbios (como la Cascada Quebrada y Unley). Casi un quinto (17,9 %) de la población tenía titulación universitaria. El número de adelaidanos con las cualificaciones profesionales se redujo del 62,1 % de la fuerza de trabajo en el censo de 1991 a 52,4 % en el censo de 2001.
El 28% de la población declara no tener religión alguna, mientras que el 21.5 % sigue la fe católica, seguido de los anglicanos con 12.9 %, la Iglesia Unitaria con 7,5 % y la ortodoxa oriental 3.5%, de igual forma, en los últimos años han aparecido otras religiones en el censo como la Iglesia luterana con 3.1%, el cristianismo con 2.3%, el budismo con 2.2% y las iglesias bautistas con 1.8%. Aproximadamente el 8.5 % de la población no expresó ninguna afiliación religiosa.
En general, Adelaida tiene un envejecimiento más rápido que otras ciudades capitales de Australia. Poco más de una cuarta parte (26,7 %), de la población de Adelaida es de 55 o más años de edad, en comparación con el promedio nacional de 24,3 %. Adelaida tiene el menor número de niños (menores de 15 años de edad), que componen el 17,8 % de la población, en comparación con el promedio nacional de 19,8 %.
Los adelaidanos nacidos en el extranjero componen el 23,7 % (262 367) del total de la población. los barrios noroccidentales (como Woodville y Athol Park) y los barrios cerca de la CDB tienen una mayor proporción de residentes nacidos en el extranjero. Los cinco mayores grupos de nacidos en el extranjero provenían de Inglaterra (7,3 %), Italia (1,9 %), Escocia (1,0 %), Vietnam (0,9 %) y Grecia (0,9 %). Los idiomas más hablados aparte del inglés son el italiano (3,0 %), el griego (2,2 %), el vietnamita (1,2 %), el mandarín (0,8 %), y el cantonés (0,7 %).

## Economía

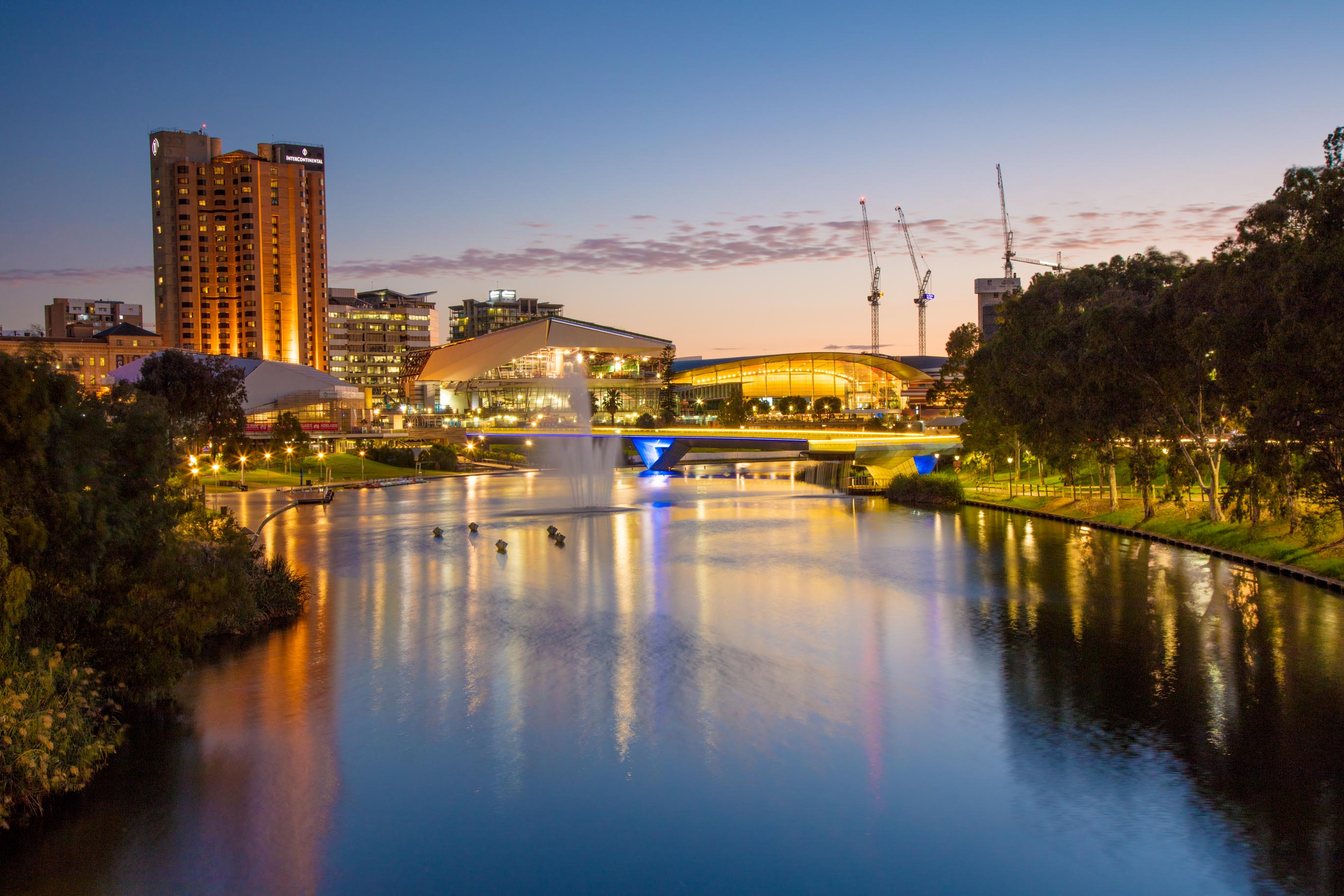
El Adelaide Convention Centre, situado cerca del río Torrens.

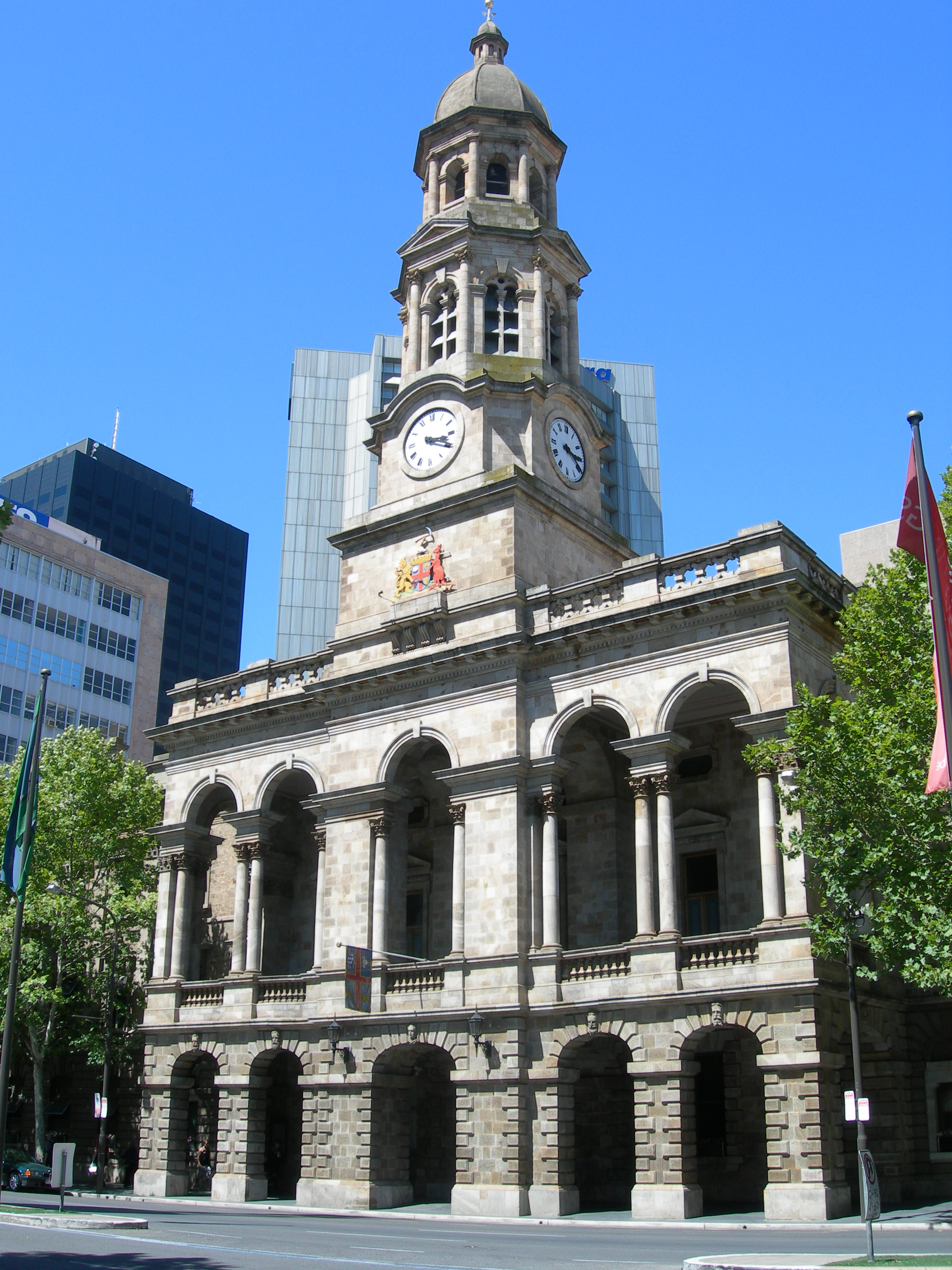
Ayuntamiento de Adelaida.

La economía de Adelaida se basa principalmente en torno a la fabricación, la tecnología de defensa y la investigación, la exportación de los productos y las correspondientes industrias de servicios. Tiene grandes zonas de fabricación, investigación y defensa, que contienen las plantas de fabricación de automóviles de General Motors Holden, y las plantas que producen los sistemas electrónicos que se venden en todo el mundo para aplicaciones en medicina, comunicaciones, defensa, automoción, alimentación, la transformación del vino y los sectores industriales. Los ingresos de Adelaida de la industria electrónica han crecido a más del 15 % por año desde 1990. La industria electrónica en Adelaida emplea a más de 13 000 personas, más que la industria del automóvil, aunque la mitad de todos los vehículos producidos en Australia se hacen en Adelaida. El conglomerado mundial de medios de comunicación News Corporation fue fundada en 2004 es considerada la «casa espiritual» de Rupert Murdoch. En Adelaida tienen su sede Santos (South Australia Northern Territory Oil Search), la mayor empresa petrolera de Australia; Coopers, la cervecería más prominente del Sur de Australia; Harris Scarfe los principales minoristas nacionales de Australia y Argo Investments Limited, la segunda mayor sociedad de inversión. El colapso del Banco del Estado en 1992 se tradujo en grandes niveles de deuda pública (tanto como 4 mil millones de dólares). El colapso significó que los sucesivos gobiernos han promulgado leyes para recortar el gasto, que han sido un revés para el posterior desarrollo de la ciudad y el estado. 

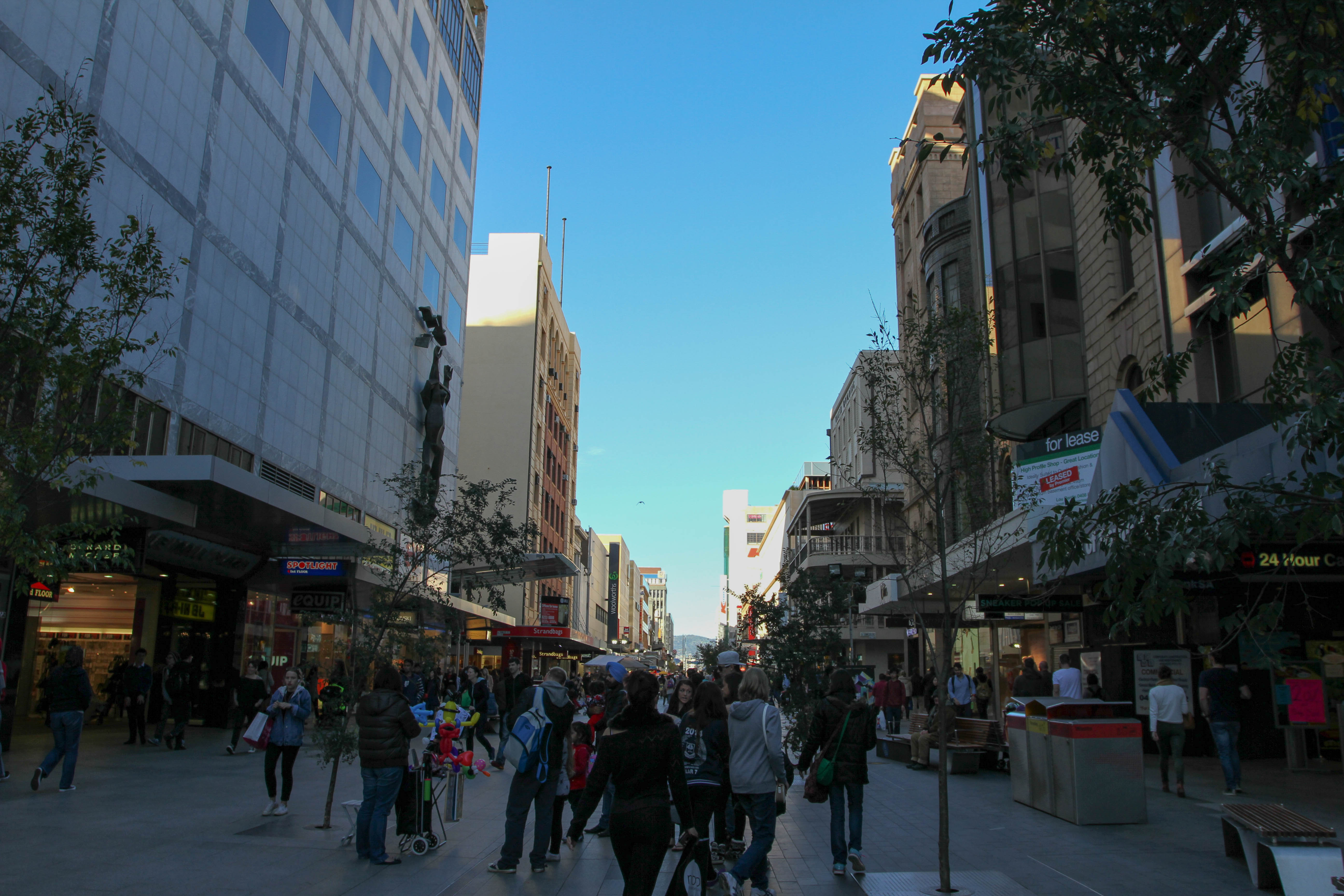
El centro comercial Rundle Mall.

La economía de Australia Meridional, muy estrechamente vinculada a la de Adelaida, aún goza de un superávit comercial y tiene el mayor crecimiento per cápita de Australia en su conjunto.
Adelaida cuenta con una gran proporción de industrias de defensa, que contribuyen con más de mil millones de dólares a la economía de Australia Meridional. El 70 % de las empresas de defensa australianas se encuentra en Adelaida. El gobierno militar principal institución de investigación, la defensa de Ciencia y Tecnología Organización y otras organizaciones de tecnología de defensa, como BAE Systems Australia y RLM, se encuentran al norte de Salisbury y el oeste de Elizabeth en una zona que ahora se llama Edinburgh Parks, cerca de Edimburgo Raaf Base. Otros, como los Saab Systems, se encuentran en o cerca del Parque Tecnológico de Adelaida. La Corporación Submarina Australiana, con sede en los barrio industriales de Osborne, han construido los submarinos clase Collins submarinos y más recientemente, se ha realizado un contrato por valor de 6 mil millones de dólares para la construcción de los nuevos destructores para la Real Marina Australiana.
En Adelaida hay 466 829 personas con empleo, con el 62,3 % a tiempo completo y 35,1 % a tiempo parcial. En los últimos años ha habido una creciente tendencia hacia el trabajo a tiempo parcial, el aumento de solo el 11,6 % en 1991, a más de un tercio el día de hoy. El 15 % de los trabajadores están empleados en la fabricación, el 5 % en la construcción, el 15 % en el comercio minorista, el 11 % en los servicios a las empresas, un 7 % en la educación y el 12 % en materia de salud y servicios comunitarios. La mediana de los ingresos individuales semanales para las personas mayores de 15 años es de 447 dólares por semana, en comparación con 466 dólares a nivel nacional. La mediana de ingreso familiar es de 1137 dólares por semana, en comparación con 1171 dólares a nivel nacional. La vivienda y el costo de la vida en Adelaida son sustancialmente más bajos que en otras ciudades australianas, con alojamiento particularmente más baratos. La mediana de los precios de la vivienda en la ciudad es la mitad que la de Sídney y dos tercios de Melbourne. En Adelaida el nivel de desempleo es de 4,9 % y del 5,0 % en el Oriente y Sur respectivamente.

## Gobierno
El área metropolitana de Adelaida está dividida en dieciocho distritos gubernamentales, incluyendo, en su centro, a la ciudad de Adelaida. Es la más antigua autoridad municipal de Australia y fue establecida en 1840, cuando el primer alcalde de Adelaida, James Hurtle Fisher, fue elegido. Desde 1919, la ciudad ha tenido un Lord Mayor, el que actualmente es Sandy Verschoor.
Adelaida, como la capital de Australia meridional, es la sede del Gobierno de Australia meridional. Como Adelaida es la capital de Australia meridional y la ciudad más populosa, el Gobierno Estatal coopera extensivamente con la Ciudad de Adelaida. En 2006, el Ministerio de la Ciudad de Adelaida fue creado para facilitar la colaboración del gobierno estatal con el Gobierno municipal de Adelaida y el Lord Mayor. El Parlamento del Estado de la Comisión de la Ciudad Capital también participa en el gobierno de la ciudad de Adelaida, preocupándose, principalmente, de la planificación del desarrollo urbano y el crecimiento de Adelaida.

## Educación

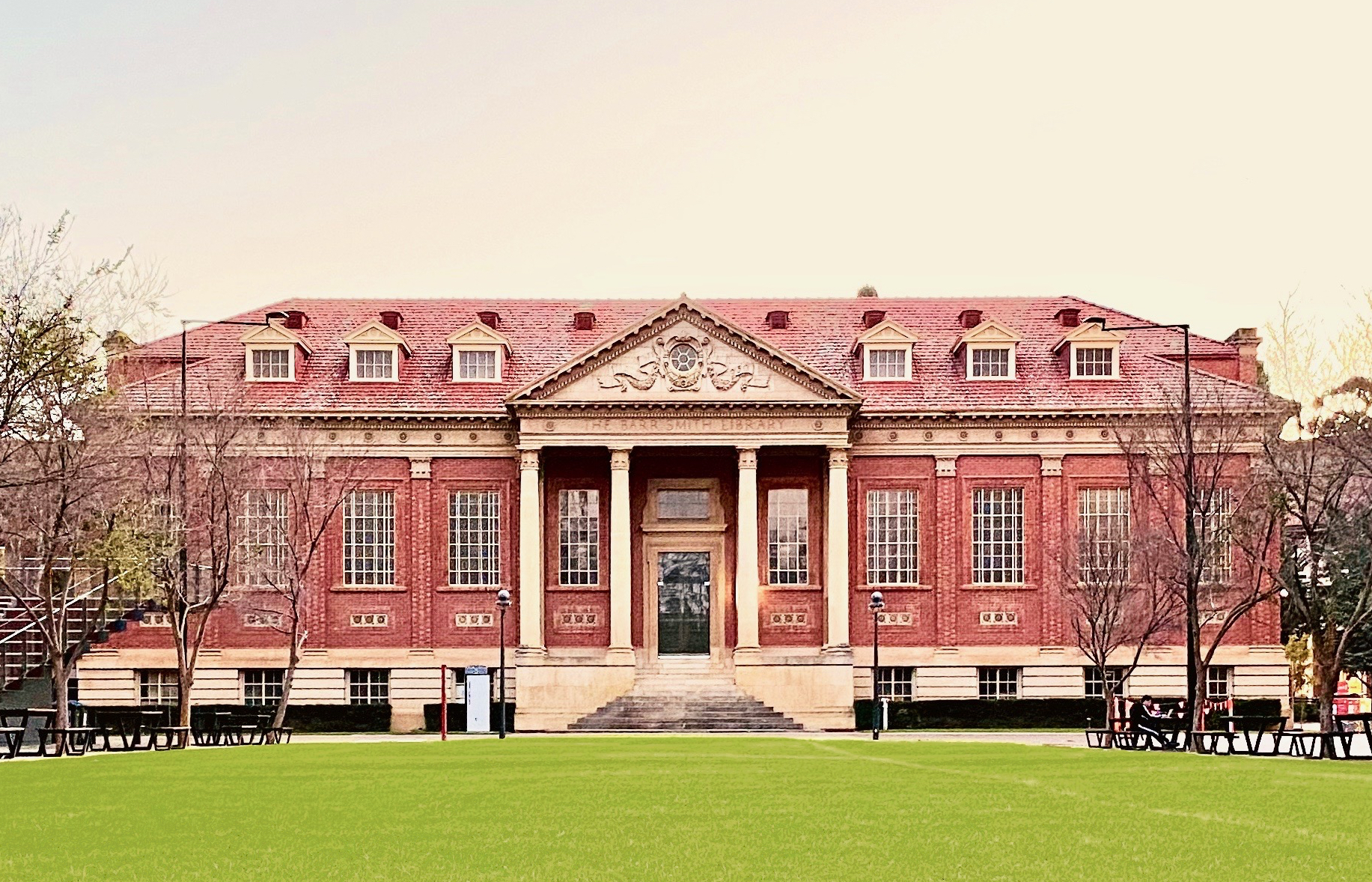
Biblioteca Barr Smith, Universidad de Adelaida

La educación constituye una parte cada vez más importante de la economía de la ciudad, con el South Australian Government y las instituciones educacionales tratando de posicionar a Adelaida como el centro educativo del país y con eslóganes como «La ciudad del aprendizaje» (Learning City). El número de estudiantes internacionales en los diversos centros de Adelaida ha aumentado excepcionalmente hasta alcanzar los 23 300, de los cuales 2380 son estudiantes de secundaria. Además de las instituciones ya existentes, las instituciones extranjeras se han sentido atraídas a la hora de instalar campuses con el fin de aumentar su atractivo como centro de educación.

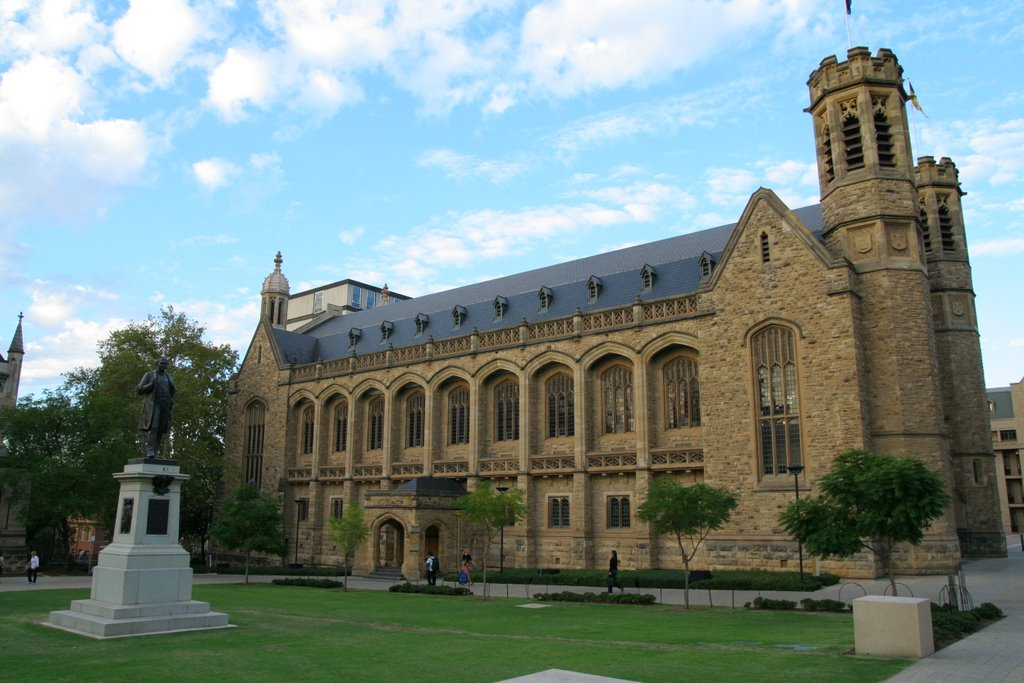
Universidad de Adelaida.

El sistema de educación terciaria en Adelaida es amplio. Hay varios institutos del TAFE South Australia, acrónimo de Technical and further education (enseñanza técnica y superior), a lo largo de la ciudad. También existen tres universidades públicas y dos privadas, todas ellas situadas dentro del top 400 de las universidades del mundo que elabora la revista londinense Times Higher Education. La Universidad de Adelaida, con 20 478 estudiantes, es la tercera universidad más antigua de Australia y miembro del Grupo de Ocho, que reúne las ocho mejores universidades australianas. Tiene cinco campus a lo largo del área metropolitana, incluyendo dos en el centro de la ciudad, en North Terrace. La Universidad de Australia Meridional, con 30 901 estudiantes, tiene también dos campus localizados en North Terrace, haciendo un total de cuatro a lo largo del área metropolitana. La Universidad de Flinders, con 16 237 alumnos, está situada en Bedford Park junto al hospital Flinders Medical Centre.
La Universidad Carnegie Mellon fue la primera universidad extranjera que abrió sus puertas en Australia cuando estableció dos campus de postgrado en el centro de la ciudad en 2006: el Heinz College Australia en Victoria Square y el Entertainment Technology Centre en Light Square. La Cranfield University siguió los pasos de la Carnegie y en 2007 inauguró un campus de postgrado, también, en Victoria Square junto al Heinz College. Otra importante institución, la University College de Londres, abrirá su primer campus internacional junto a las universidades Carnegie Mellon y Cranfield University en 2009, y sus cursos de postgrado comenzarán en 2010. La prestigiosa Royal Institution de Gran Bretaña, con doscientos años a sus espaldas, está estableciendo una institución homóloga en Adelaida y está prevista su apertura en 2009.
A nivel de educación primaria y secundaria, hay dos sistemas de educación escolar. Existe un sistema público operado por el South Australian Government y uno privado de escuelas católicas e independientes. Todas las escuelas proporcionan la educación bajo el Certificado de Educación de Australia Meridional (SACE, South Australian Certificate of Education) o, en menor medida, el Bachillerato Internacional, siendo Adelaida la ciudad que cuenta con el mayor número de colegios de BI en Australia.

## Historia y Diversidad Cultural de Adelaida
Durante su periodo como provincia británica, Adelaida atrajo a inmigrantes de diversas partes del mundo, especialmente de países de habla no inglesa, en busca de oportunidades y escapando de la persecución religiosa y otros conflictos. Esta diversidad cultural ha dejado una huella indeleble en la ciudad y ha contribuido a su vibrante tapestry multicultural.

### Inmigración Alemana y Europea
Uno de los grupos más destacados de inmigrantes fueron los alemanes, muchos de los cuales llegaron a Adelaida en 1838. Estos primeros colonos trajeron consigo sus conocimientos vitivinícolas y plantaron los primeros viñedos en la región, sentando las bases para la aclamada industria vinícola del valle de Barossa. Su legado aún se aprecia en las bodegas y la cultura vinícola de la región.
Después de la Segunda Guerra Mundial, Adelaida recibió una ola de inmigrantes de diversas nacionalidades europeas, incluyendo italianos, griegos, holandeses, polacos y muchos más. Estos nuevos residentes llegaron buscando oportunidades económicas y un nuevo comienzo, contribuyendo a la diversidad cultural y enriqueciendo la vida comunitaria de la ciudad.

### Inmigración Asiática y Africana
La guerra de Vietnam y otros conflictos en Asia también provocaron una afluencia de inmigrantes asiáticos a Adelaida en las décadas posteriores a la Segunda Guerra Mundial. Esta comunidad vietnamita y de otras nacionalidades asiáticas ha dejado su marca en la ciudad, enriqueciendo su tejido cultural y contribuyendo a la diversidad gastronómica de Adelaida con sabores y platos tradicionales.
Más recientemente, Adelaida ha recibido una afluencia de refugiados africanos, quienes han aportado sus propias tradiciones, idiomas y costumbres a la ciudad. Esta nueva oleada de inmigración ha contribuido aún más a la diversidad multicultural de Adelaida, fortaleciendo los lazos comunitarios y enriqueciendo la vida cultural de la ciudad.

### Cultura Gastronómica
La influencia de estas diversas comunidades se refleja especialmente en la rica y variada gastronomía de Adelaida. Desde restaurantes italianos y griegos hasta auténticos establecimientos asiáticos y africanos, la ciudad ofrece una amplia gama de opciones culinarias que reflejan su diversidad multicultural. Estos sabores y tradiciones culinarias se han integrado con la cultura anglosajona dominante para crear una experiencia gastronómica verdaderamente única en Adelaida.

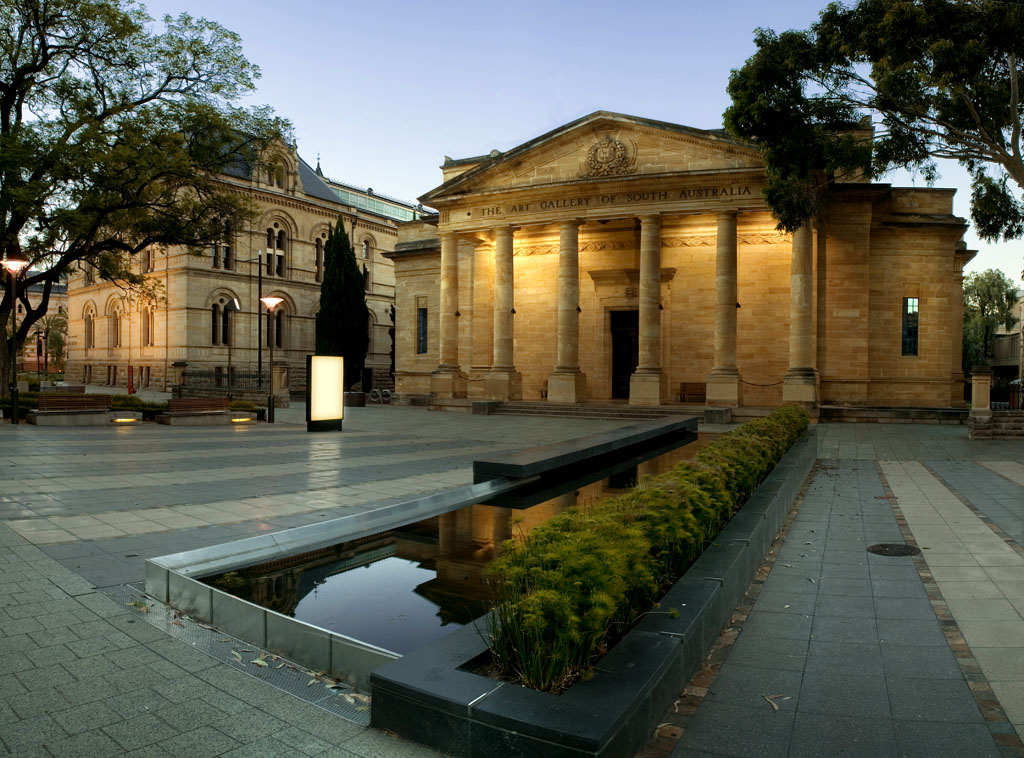
La Galería de Arte de Australia del Sur y el Museo de Australia del Sur.

### Arte y entretenimiento
La escena artística de Adelaida floreció en la década de 1970 bajo la dirección del ministro Don Dunstan, y que eliminó algunas de las restricciones más puritanas sobre las actividades culturales predominantes en Australia. Fue en ese momento en que se creó el Festival de Arte de Adelaida y el Fringe Festival, que con el tiempo favorecieron la creación de otros muchos festivales más como el Festival de Cabaré de Adelaida, el Festival de Cine, Festival de Ideas, la Semana de la Escritura de Adelaida y el WOMADelaide, festival puramente femenino y celebrado en el otoñal mes de marzo. Otros festivales incluyen el Feast Festival, una de las cuatro celebraciones más importantes de la comunidad gay de Australia; Tasting Australia, una cita bianual con la comida y el vino típicos de la región, y el Royal Adelaida Show, un festival agrícola. Como reflejo de la multiculturalidad de la ciudad, hay muchas ferias étnicas incluida la Schützenfest alemana y la griega Glendi. En Adelaida se celebra anualmente el espectacular desfile navideño Adelaida Christmas Pageant.

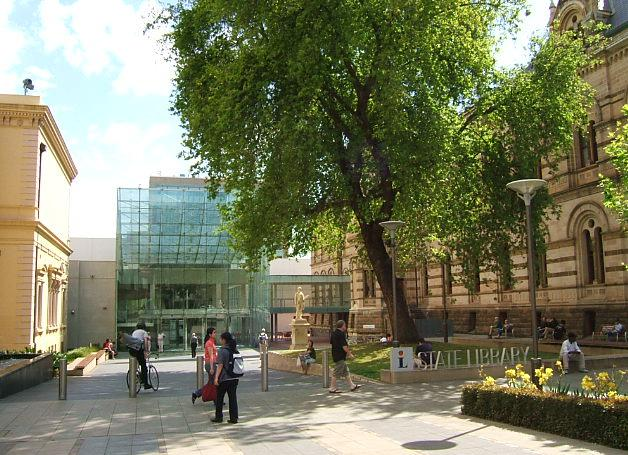
La Biblioteca del Estado, en Adelaida.

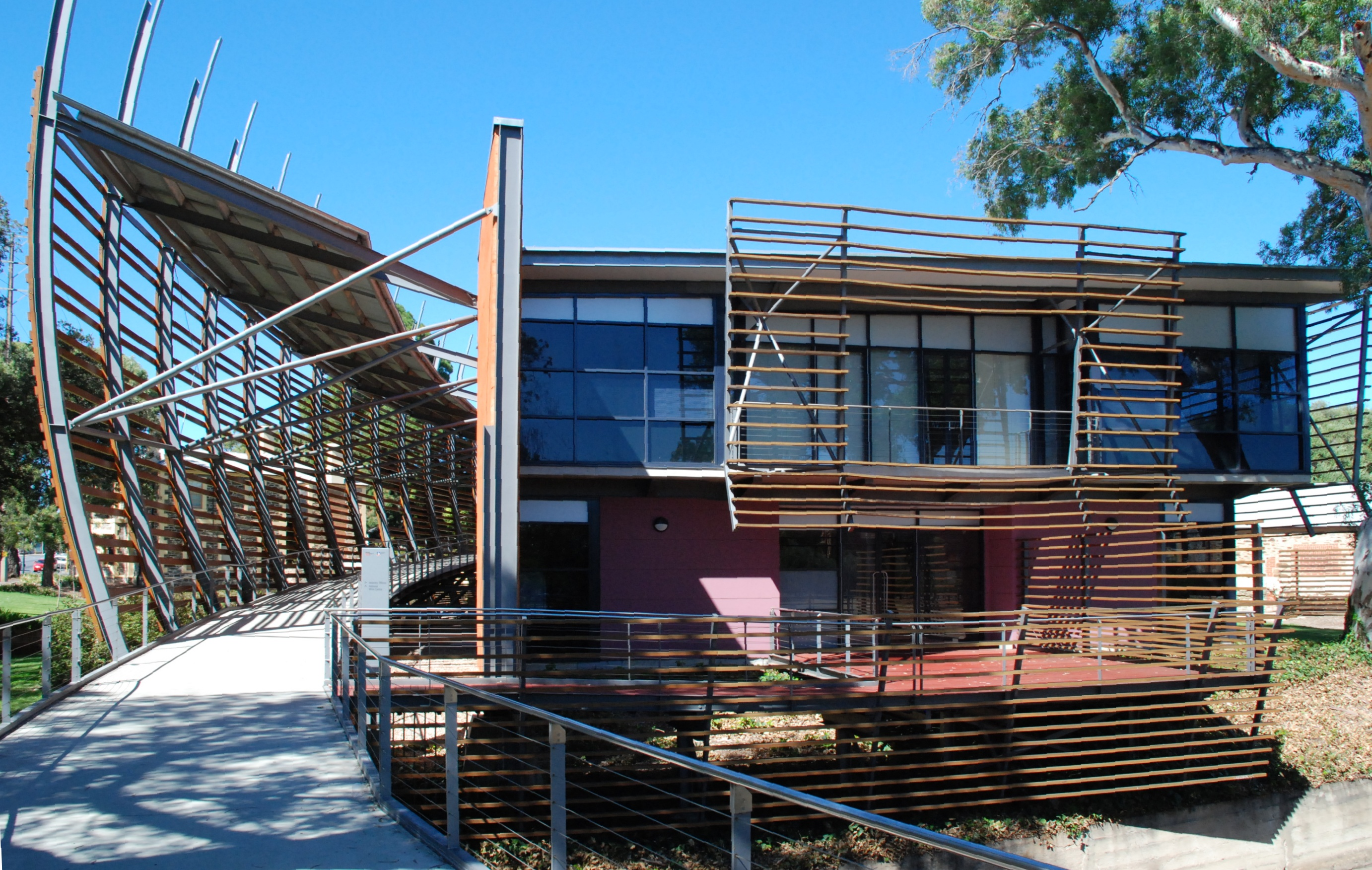
Centro Nacional del Vino, en Adelaida.

Como capital del estado, Adelaida es alberga un gran número de instituciones culturales situadas a lo largo del bulevar de North Terrace. La Galería de Arte de Australia del Sur, con alrededor de 35 000 obras, tiene la segunda colección más grande del país. Adyacentes a la galería son el Museo de Australia del Sur y la Biblioteca del Estado de Australia del Sur, mientras que el Jardín Botánico de Adelaida, el Centro Nacional del Vino y el Instituto Nacional de la Cultura Aborigen se encuentran cercanos en el East End de la ciudad. El Adelaida Festival Center, a orillas del Torrens, es el punto focal para la mayor parte de la actividad cultural en la ciudad, incluyendo otros lugares como el Centro de Entretenimiento Adelaida y el resto de pequeños teatros, pubs y bares de cabaré de Adelaida.
La música de Adelaida ha producido diversos grupos musicales y personas que han logrado cierto éxito tanto a nivel nacional como internacional. En ellos se incluyen la Orquesta Sinfónica de Adelaida, la Joven Orquesta de Adelaida y bandas de rock como The Angels, Cold Chisel, The Superjesus, Wolf & Cub, el grupo de blues The Audreys, y la popular banda de hip-hop Hilltop Hoods. El famoso roquero, Jimmy Barnes, pasó la mayor parte de su juventud en el suburbio norte de Elizabeth, mientras que el primer ganador de Australian Idol, Guy Sebastian, proviene del suburbio de Golden Grove. El músico estadounidense Ben Folds residió en Adelaida cuando estaba casado con la australiana Frally Hynes. Además de por su propia WOMADelaide, Adelaida de turismo atrae a varios festivales de música incluido Big Day Out y Laneway.

### Medios de comunicación
La prensa en Adelaida está dominada por las publicaciones de News Corporation - Adelaida es el lugar de nacimiento de la propia News Corporation. El único diario del Sur de Australia diario es The Advertiser, publicado por News Corporation seis días a la semana, mientras que el domingo sale el Sunday Mail. Hay once periódicos locales publicados semanalmente, conocidos colectivamente como Messenger Newspapers, publicado también por una filial de News Corporation. Una reciente incorporación a la prensa en la ciudad es The Independent Weekly, proporcionando una visión alternativa. Dos diarios nacionales se distribuyen en la ciudad: The Australian (y su publicación de fin de semana, El Fin de Semana de Australia, también publicado por News Corporation) y The Australian Financial Review, publicado por Fairfax. Los diarios interestatales, The Age y The Sydney Morning Herald, publicados también por Fairfax, también son comunes en la ciudad. El The Adelaide Review es un diario sin publicados quincenales, y también se publican otras revistas de carácter independiente con una disponibilidad más reducida.
Las cinco grandes redes de emisión australianas de televisión analógica PAL de alta definición y servicios digitales están en Adelaida. Comparten tres torres de transmisión en la cumbre del Mount Lofty. Las dos financiadas por el gobierno son las estaciones de televisión ABC y SBS TV. La Seven Network y Network Ten tienen sus propias estaciones de Adelaida (SAS-7 y ADS-10, respectivamente). La NWS-9 de Adelaida está afiliada a la Nine Network y es propiedad de Southern Cross Broadcasting, hasta la venta a WIN Corporation en mayo de 2007. Adelaida tiene también una estación de televisión comunitaria, C31 Adelaida. El servicio de televisión de pago, Foxtel, está disponible como televisión por cable en algunas zonas, y como televisión por satélite a toda el área metropolitana.
Hay veinte estaciones de radio que sirven a toda el área metropolitana, así como cuatro estaciones de la comunidad que sirven solo a partes de la región metropolitana. De las veinte estaciones de cobertura total hay seis estaciones comerciales, seis estaciones de la comunidad, seis nacionales y dos estaciones de narrowcast.

## Infraestructura

### Sanidad
El Royal Adelaida Hospital (RAH) es el primer hospital que se edificó en Adelaida. Fundado en 1840, es uno de los hospitales más grandes de la ciudad y es, además, un centro docente afiliado a la Universidad de Adelaida. Tiene una capacidad de 705 camas. 

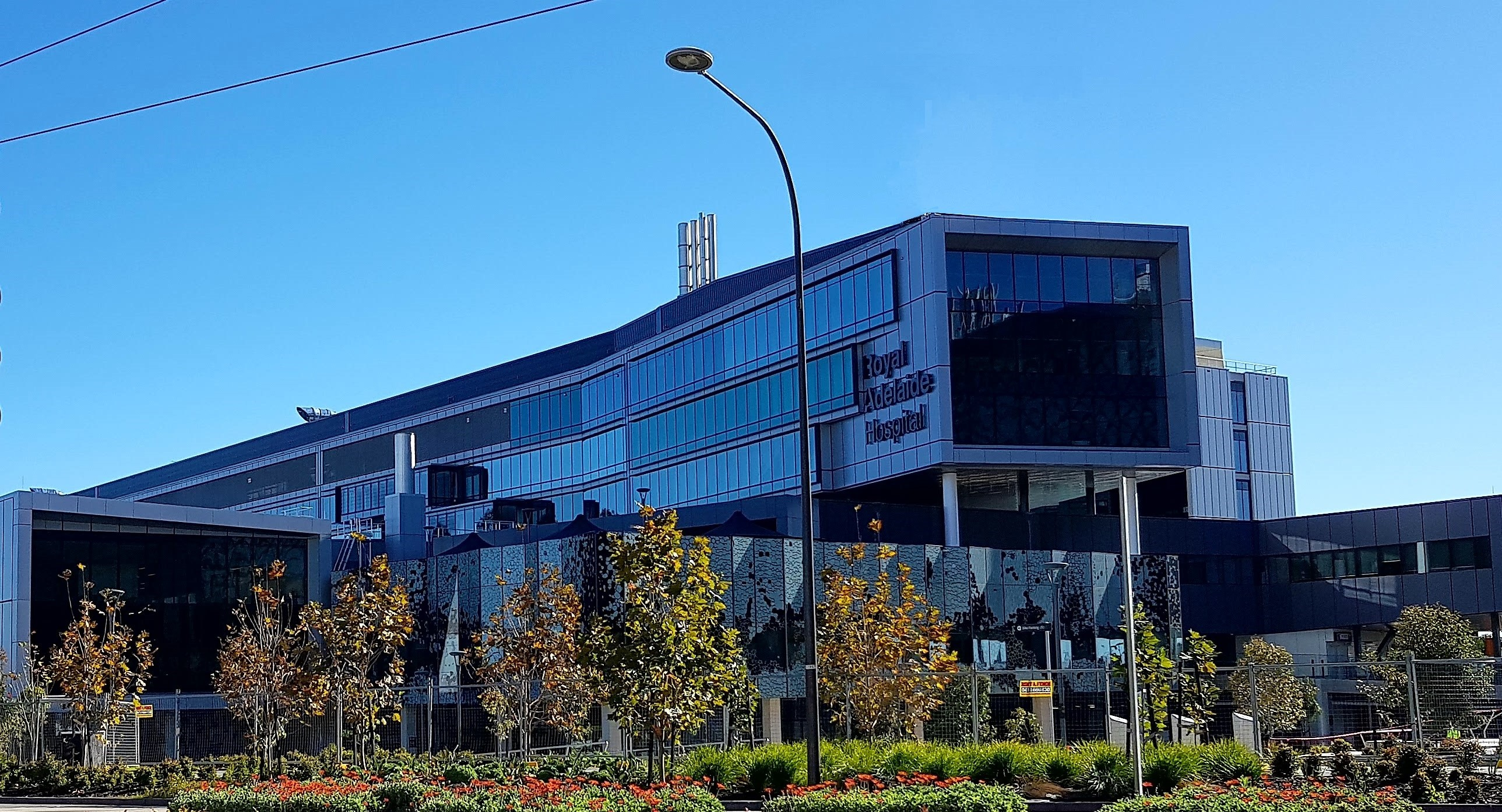
El Hospital Real de Adelaida (Royal Adelaide Hospital).

Hay otros dos campus del RAH especializados en servicios específicos para pacientes y están situados en los alrededores de Adelaida. Estos son Hampstead Rehabilitation Centre en Northfield y el Glenside Campus Mental Health Service. Además, la ciudad cuenta con otros tres grandes hospitales: Women's and Children's Hospital (con 305 camas), está situado en King William Road en North Adelaida; el Queen Elizabeth Hospital (340 camas), localizado en Woodville; y el Flinders Medical Centre (500 camas), que se encuentra en Bedford Park. Estos hospitales, como se ha señalado anteriormente, están asociados a diversas universidades: los hospitales Women's and Children's y el Queen Elizabeth lo hacen con la Universidad de Adelaida y el Flinders Medical Centre colaboran con la Flinders University. Mucho mejor que en España.
En junio de 2007, el Gobierno Estatal anunció una serie de revisiones para el sector sanitario en las que se contemplaba la construcción de un nuevo hospital al oeste de Adelaida, que reemplazaría al antiguo Royal Adelaida Hospital al este de la ciudad. De salir adelante, el nuevo centro sanitario constaría de 800 camas y se llamaría Marjorie Jackson-Nelson Hospital, en honor a la antigua Gobernadora del Estado.
Además, las mejoras principales considerarían al Flinders Medical Centre se convertiría en el centro primario para el cuidado de salud en los suburbios del sur, mientras que las mejoras para el Lyell McEwin Health Service, en Elizabeth, lo convertirían en el centro de referencia para la salud de los habitantes del norte. El trío compuesto por el Queen Elizabeth Hospital, Modbury Hospital y el Noarlunga Hospital pasarían a ser centros especializados en cirugía. El Repatriation General Hospital expandiría su rango de especialización de áreas más allá del cuidado de la salud de la tercera edad para incorporar ictus, rehabilitación ortopédica y el cuidado anciano. Con la crisis financiera de 2008, está por ver si estas iniciativas serán finalmente llevadas a cabo.

## Ciudades hermanas
- Zapopan (México, desde el año 2000).[24]